# Альпиния лекарственная
Альпи́ния лека́рственная, или Калга́н лекарственный, или Галангал ма́лый (лат. Alpínia officinárum) — вид травянистых растений рода Альпиния (Alpinia) семейства Имбирные (Zingiberaceae), встречается в Средиземноморье, Средней Азии и Передней Азии, на Кавказе, в Южной Африке, Южной и Северной Америке.

## Название
Названия на других языках:
англ. chinese-ginger, lesser galanga, lesser galangal, фр. galangal officinal, petite galanga, нем. galgant, итал. galanga, исп. galangal.

## Биологическое описание
Калган лекарственный — многолетнее травянистое растение, высотой до 1,5 метров. Корневище горизонтальное, сильноветвистое, толщиной 1—2 см., покрыто кольчатыми светлыми листовыми рубцами, снаружи красно-бурое, внутри почти белое; снизу отходят немногочисленные корни.
Стеблей по 25—40 на одном растении. Из них одни цветоносные, другие облиственные.
Листья тёмно-зелёные, сидячие, влагалищные, узколанцетные, очерёдные, длиной 18—30 см, шириной до 2 см.
Цветки белые с тёмно-розовыми прожилками, с короткой трубкой и длинными лопастями, собраны в короткий, до 10 см, верхушечный колос. Чашечка трубчатая, венчик коротко трубчатый, трёхлопастной.
Плод — красная коробочка с семенами.

## Распространение и экология
В диком виде найдено только на острове Хайнань в Китае; культивируется в Юго-Восточной Азии, Китае, Японии, в Индии и на Антильских островах.
Как заносное встречается в Средиземноморье, Средней Азии и Передней Азии, на Кавказе, в Южной Африке, Южной и Северной Америке.

## Химический состав растительного сырья
Свежие корневища содержат эфирное масло (0,6—1%) с камфорным, пряным запахом, напоминающим запах кардамона и мирта. В состав масла входят крахмал (до 33%), смола (около 5%), дубильные вещества (около 1%), цис- и транс-этилциннамат, цис- и транс-п-метоксиэтилциннамат, 1,8-цинеол, эвгенол, борнеол, 3-карен, п-метоксистирол, анисовый альдегид, камфен, п-цимол, α- и β-пинены, лимонен, терпинен-4-ол, α-терпинеол, β-фелландрен, эвкарвон, борнилацетат, β-элемен, α-терпинилацетат, пентадекан, γ-кадинен и другие вещества.

## Применение
Используется в пищевой промышленности в производстве горьких желудочных ликёров и уксусов.

### Применение в кулинарии
В качестве пряности употребляется преимущественно в виде порошка (главным образом в индийской и индонезийской кухне). Молодые листья, стебли и цветки — также популярны в свежем или приготовленном виде.
Добавляется он к жареной говядине, которая приобретает приятный вкус, к картофельному супу, к блюдам из овощей, гуляшу, рису, соусам, грибам, салатам и рыбе.

### Применение в народной медицине
В восточной медицине семена альпинии рекомендуются при малярии, холере, расстройстве желудка, изжоге, зубной боли. Корневище применяют при хроническом энтерите (воспалении тонкой кишки), при расстройстве пищеварения, болях в области желудка, оно способствует газоотделению, предотвращает рецидивы при хронических заболеваниях внутренних органов, стимулирует слюноотделение, повышает функциональную активность желудка. Корневище также используется при истощении, отсутствии аппетита, головных болях, сопровождающихся обмороками, ипохондрии и морской болезни.
Растение согласно китайской медицине стимулирует иммунную систему, новые исследования подтверждают иммунно-стимулирующее действие при аллергиях и особенно при аллергическом насморке.